# Kurt Kosmanek
Kurt Kosmanek (* 3. Juni 1940) ist ein ehemaliger deutscher Fußballspieler. In der Saison 1966/67 spielte er mit der BSG Wismut Gera in der DDR-Oberliga, der höchsten Spielklasse im DDR-Fußball.

## Sportliche Laufbahn
Kosmanek wurde 1962 mit der Betriebssportgemeinschaft (BSG) Fortschritt Greiz Meister der Bezirksliga Gera, die damit in die drittklassige II. DDR-Liga aufstieg. Diese wurde bereits nach der Saison 1962/63 aufgelöst, und Kosmanek musste mit Greiz wieder in der nun drittklassigen Bezirksliga spielen.
Zur Saison 1964/65 wechselte Kosmanek zur BSG Wismut Gera in die zweitklassige DDR-Liga. In den beiden Spielzeiten 1964/65 und 1965/66 gehörte er mit 33 Punktspieleinsätzen bei 60 ausgetragenen Spielen nicht zum engen Spielerstamm. 1966 stieg Wismut Gera in die DDR-Oberliga auf, hielt sich aber nur für eine Saison. Kosmanek kam in den ersten drei Punktspielen in der Abwehr zum Einsatz, danach musste er 15 Spieltage lang pausieren. Erst in der 19. Runde wurde er wieder aufgeboten und bestritt danach die restlichen Punktspiele bis zum Saisonende. Auch in diesen Spielen stand er wieder in der Abwehr. In seiner einzigen Oberligasaison kam er so auf elf Punktspieleinsätze, als Torschütze hatte er keinen Erfolg.
Von 1967 bis 1972 spielte Kosmanek mit den BSG Wismut wieder in der DDR-Liga. Bis auf die Spielzeiten 1969/70 und 1971/72 gehörte er zur Stammmannschaft und war nun auch mit acht Punktspieltoren erfolgreich. Diese erzielte er in seinen 77 Spielen, die er in den fünf Spielzeiten mit insgesamt 142 Punktspielen zwischen 1967 und 1972 absolviert hatte. Anschließend war Kosmanek noch bis 1974 mit der 2. Wismutmannschaft in der Bezirksliga aktiv. Als Freizeitfußballer ließ Kosmanek seine Laufbahn bei der unterklassigen BSG Wismut in Paitzdorf ausklingen.